# 火星氧氣原位資源利用實驗

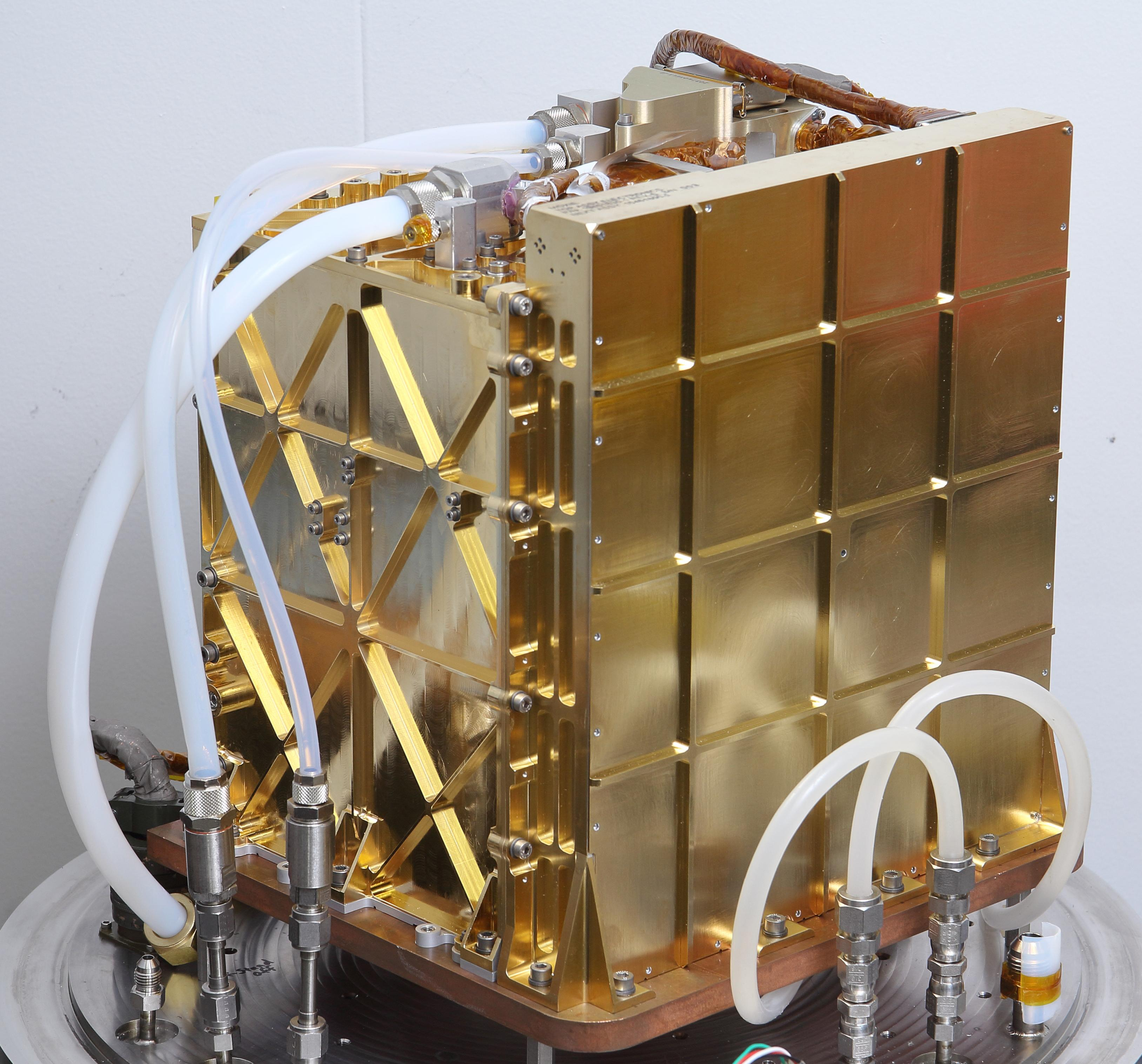
火星氧氣原位資源利用實驗儀

火星氧氣原位資源利用實驗（簡稱：MOXIE）是毅力號火星車所搭載的科學儀器進行的一個原位资源利用技術演示，旨在測試在火星上製造氧氣的可行性。2021年4月20日，MOXIE利用固態氧化物電解電池將火星的二氧化碳轉換為氧氣。此次實驗首次把另一顆行星上的天然資源提取出來供人類使用。MOXIE技術可能最終被廣泛地用於生產載人火星任務所需要的氧氣，氧化劑，裝藥和水（將製成的氧和氫結合）。
這項實驗由麻省理工學院，海斯塔克天文台，NASA/加州理工學院噴氣推進實驗室以及其他機構協同設計。

## 目標

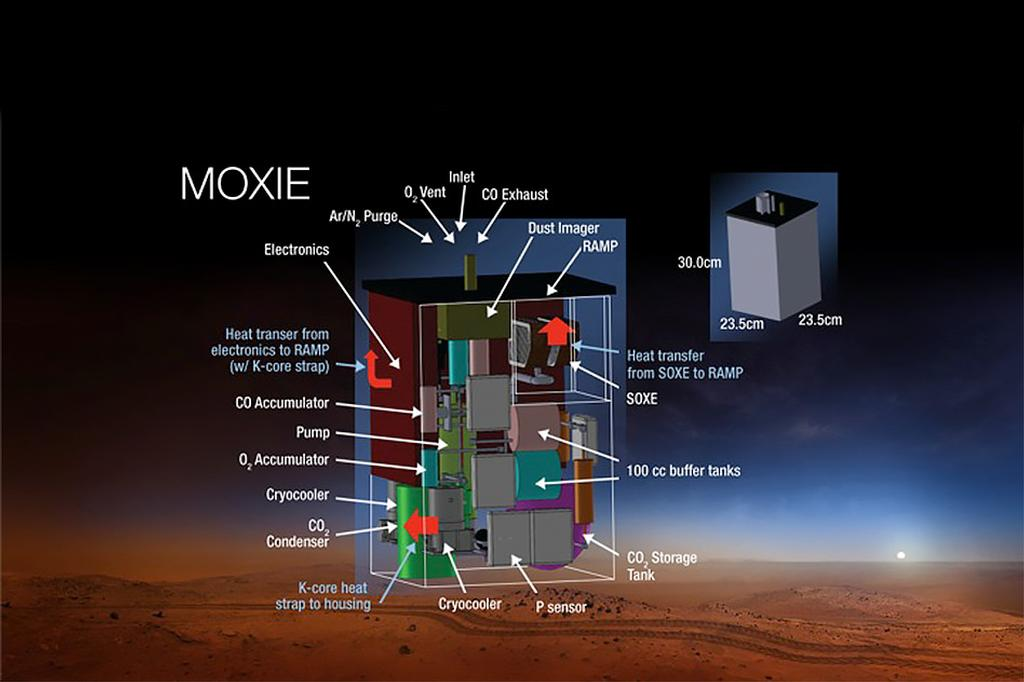
MOXIE示意圖

MOXIE實驗的目標是以每小時6–10克的速度製成純度為98%的氧，頻率為每個晝夜至少十次，不分季節，儘可能不受火星沙塵暴的影響。

## 工作原理
MOXIE通過高效濾網獲取火星大氣成分，並採用渦旋壓縮機對其進行壓縮，然後用加熱設備加熱，此外還要隔熱。接著利用固態氧化物電解將二氧化碳分子分解成氧（O）和一氧化碳（CO），氧原子O再結合構成氣態氧O
2。轉換過程需要800 °C左右的溫度。
淨反應為：2CO
2 {\displaystyle \longrightarrow } 2CO + O
2

## 火星實驗

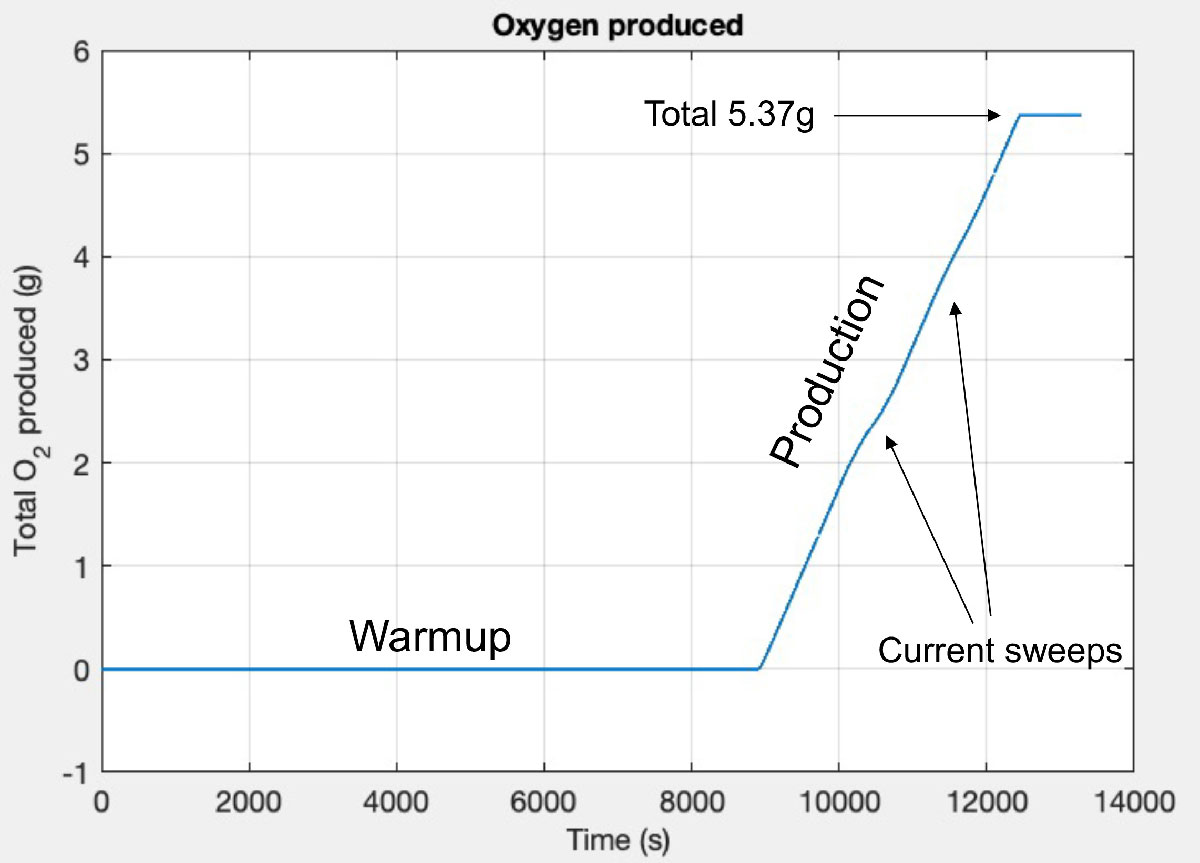
MOXIE首次實驗數據圖

MOXIE首次實驗於2021年4月20日獲得成功，實驗地點是在耶澤羅撞擊坑。MOXIE每小時生產5.37克的氧氣，相當於火星上的宇航員呼吸10分鐘所需要的氧氣量。MOXIE每小時可以安全地製造10克以下的氧，在理論上每小時至多可生產12克氧氣。
MOXIE將在一個火星年（約等於兩個地球年）的時間內進行九次後續製氧實驗。一共分成三個階段：第一階段：進一步對製氧進行測試。第二階段：在日間不同時刻，不同季節和不同大氣狀況下對儀器進行測試。第三階段：在不同的氣溫下進行製氧，通過改變操作模式來檢驗生產結果上的差異。

## 意義
NASA官員指出如果MOXIE能夠高效運作，他們將有可能把體積200倍大的基於MOXIE的儀器，連同一個25–30千瓦（34–40 hp）的發電站送往火星。在大約一個地球年的時間內，這樣的系統可以每小時生產至少兩千克的氧氣，以支援2030年代左右的載人火星任務。

## 外部連結
- 火星2020主頁 （页面存档备份，存于）